# おおぐま座カッパ星
おおぐま座κ星（おおぐまざカッパせい、κ UMa / κ Ursae Majoris）は、おおぐま座の恒星で4等星。

## 特徴
4.16等と4.95等の主系列星による連星系で、2つの恒星は地球からは0.3秒しか離れて見えない。2012年の研究でこの連星系の質量は、力学的には6.63 ± 1.41太陽質量, 光度では9.53太陽質量, 分光観測の結果からは2.19太陽質量と見積もられた。

## 名称
2017年9月5日、国際天文学連合の恒星の命名に関するワーキンググループ (Working Group on Star Names, WGSN) は、おおぐま座κ星Aにアルカプラ (Alkaphrah) という固有名を定めた。19世紀アメリカの教育家イライジャー・バリットは、誤っておおぐま座χ星にAl Kaphrahの名称を付けたが、Al KafzahやAlkafzahという名称はアラビア語で「（ガゼルの）跳躍」を意味する言葉に由来しており、これは本来ι星とκ星のペア、λ星とμ星のペア、ν星とξ星のペアと共に、「ガゼルの足あと」という意味の qafazāt al-ẓibā というアラビアのアステリズムの名前であったものが誤って付けられたものである。